# The Great Stone War
Albums de Winds Of Plague
Decimate the Weak
(2008)
The Great Stone War est le troisième et dernier album studio en date du groupe de Deathcore américain Winds Of Plague. L'album est sorti le 11 août 2009 sous le label Century Media Records.
Le titre Soldiers of Doomsday est disponible sur leur page Myspace depuis le 27 juin 2009.
C'est le premier album de Winds Of Plague enregistré avec le batteur Art Cruz et avec la clavieriste Kristen Randall au sein de la formation.

## Musiciens
- Jonathan "Johnny Plague" Cooke - chant
- Nick Eash - guitare
- Nick Piunno - guitare
- Andrew Glover - basse
- Kristen Randall- claviers
- Art Cruz - batterie

### Musiciens de session
- Martin Stewart (du groupe Terror) - chant sur le titre Forged in Fire
- Jamey Jasta (du groupe Hatebreed) - chant sur le titre Chest and Horns
- Mitch Lucker (du groupe Suicide Silence) - chant sur le titre Classic Struggle

## Liste des morceaux
1. Earth - 1:30
2. Forged in Fire - 3:35
3. Soldiers of Doomsday - 4:06
4. Approach the Podium - 3:40
5. Battle Scars - 3:25
6. Chest and Horns - 4:00
7. Creed of Tyrants - 2:45
8. Our Requiem - 4:14
9. Classic Struggle (featuring Mitch Lucker) - 3:20
10. The Great Stone War - 4:17
11. Tides of Change - 2:25